# Robert Le Vigan

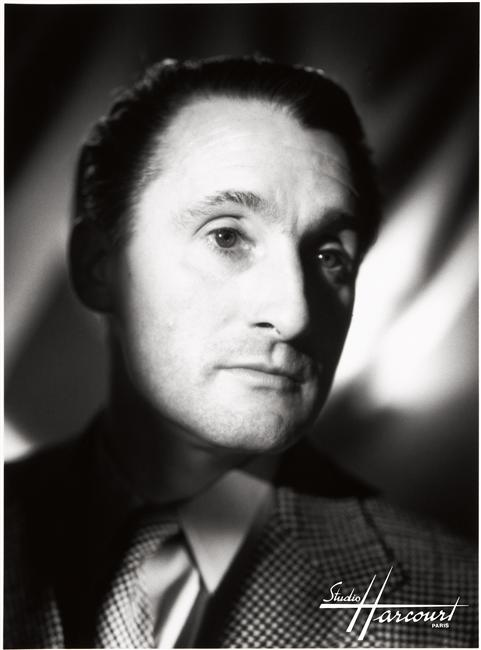
Robert Le Vigan, 1942

Robert Le Vigan (* 7. Januar 1900 in Paris als Robert Charles Alexandre Coquillaud; † 12. Oktober 1972 in Tandil, Argentinien) war ein französischer Schauspieler, ein gefragter und intensiv filmender Charakterstar des französischen Vorkriegskinos. Robert Le Vigan war ein Kollaborateur der Nationalsozialisten in der Zeit der deutschen Besetzung.

## Leben

### Die frühen Jahre
Robert Le Vigan war der Sohn eines Tierarztes. Er besuchte das Pariser Konservatorium. Im Alter von 18 Jahren stieß er zur Bühne und debütierte am Pariser Théâtre Impérial. Schließlich schloss er sich den Schauspieltruppen von Gaston Baty und Louis Jouvet an. 1927 trat er an der Seite des späteren Kinostars Arletty in Bühnensketchen auf, mit denen er auf Tournee ging.
Bis 1931 blieb er ausschließlich dem Theater verpflichtet; der Filmregisseur Julien Duvivier gab ihm, nachdem er Le Vigan in dem Stück Donogoo am Pariser Théâtre Pigalle gesehen hatte, in Les cinq gentlemen maudits seine erste Filmrolle. Schnell entwickelte sich der Schauspieler mit Interpretationen grüblerischer und innerlich zerrissener, beunruhigender und oft maßloser Charaktere zu einer der exponiertesten Filmpersönlichkeiten des Landes. Le Vigan wurde bald zum Favoriten des Kinos des poetischen Realismus, dessen führende Vertreter Jean Renoir, Marcel Carné und Duvivier ihn häufig verpflichteten.
Le Vigan, der in nur zwölf Jahren Tätigkeit beim französischen Film in etwa 65 Filmen auftrat, überzeugte am meisten als Mit- bzw. Gegenspieler von Jean Gabin – auch unter anderen Spitzenregisseuren wie Christian-Jaque, Pierre Chenal, Abel Gance, Marcel L’Herbier, Jacques Becker und Claude Autant-Lara. Zu seinen wichtigsten Rollen zählte der verschlagene Tuchhändler in Renoirs Madame Bovary und der Spitzel in Duviviers Die Liebesgasse von Marokko, der heruntergekommene Schauspieler in Renoirs Nachtasyl und der Kardinal Mazarin in Jérôme Perreau, der selbstmordgefährdete Maler in Carnés Hafen im Nebel und der Dieb und Mörder Goupi Tonking in Beckers Eine fatale Familie. In dieser Ansammlung an abgründigen bis düsteren Figuren ragt eine Lichtgestalt heraus: sein Jesus Christus in Duviviers Kreuz von Golgatha. Es sollte Robert Le Vigans berühmteste Rolle werden.

### Kriegszeit, Kollaboration und Flucht
Nach der Niederlage Frankreichs lebte er im algerischen Oran und in Südfrankreich, ehe er sich entschied, der deutschen Besatzung Frankreichs seine Unterstützung zu bekunden. Ermuntert von dem Schriftsteller und berüchtigten Antisemiten Louis-Ferdinand Céline, trat der Schauspieler zur Zeit der deutschen Okkupation 1940–1944 als glühender Juden-Hasser auf und brachte seine antisemitischen Tiraden über das deutsch-kontrollierte Radio-Paris und die Propaganda-Staffel unter das Volk. Außerdem galt er als Zuträger der Gestapo. Daraufhin geriet er an die Spitze einer vom Untergrund aufgestellten „schwarzen Liste“. Außerdem verlor er die ihm zugedachte Rolle des Kleiderhändlers Jéricho in Carnés Meisterwerk Kinder des Olymp an den Kollegen Pierre Renoir.
1944 floh Le Vigan, zusammen mit Céline, vor den heranrückenden US-Truppen ins deutsche Sigmaringen, wo er von den Deutschen in Schutzhaft genommen wurde. Ereignisse aus dieser Zeit sind in Célines Nachkriegsromanen (z. B. Norden) beschrieben, in denen Le Vigan einer der Protagonisten ist. Dort war er propagandistisch für die tägliche Lesung der Radiosendung Ici la France zuständig, deren Leiter Jean Luchaire war.
Im April 1945 verhafteten ihn die Alliierten in Tirol. Sie überstellten ihn zurück nach Frankreich und er wurde im Gefängnis Fresnes festgesetzt. Ein Gericht in der Seine verurteilte Le Vigan im November 1946 zu zehn Jahren Zwangsarbeit bei Verlust der bürgerlichen Ehrenrechte. Sein Eigentum wurde konfisziert. Sein Name stand auf der am 4. September 1945 von der Résistance-Organisation Front national veröffentlichten Sperrliste von Kollaborateuren im Kulturbetrieb. Deshalb nunmehr als Buchhändler tätig, setzte er sich, nach drei Jahren Haft in Fresnes (Val-de-Marne), während einer Entlassung auf Kaution nach Spanien ab und drehte dort 1950 zwei Filme. Wenig später schiffte er sich von dort über England nach Argentinien ein. In Buenos Aires konnte Le Vigan zwar noch drei wenig bedeutsame Filme drehen, geriet aber bald in Vergessenheit und starb, unter ärmlichen Umständen als Französischlehrer, in der Provinzstadt Tandil. Wenige Jahre vor seinem Tod hatte ihn dort das französische Fernsehen aufgespürt und dem Schauspieler 1970 Gelegenheit gegeben, sich zu seinem turbulenten beruflichen wie politischen Leben zu äußern.

## Filmografie
- 1931: Les cinq gentlemen maudits
- 1932: Le chien jaune
- 1933: Le petit roi
- 1933: Knock
- 1933: Le tunnel
- 1933: Madame Bovary
- 1934: Menschen im Norden (Maria Chapdelaine)
- 1934: Famille nombreuse
- 1935: Das Kreuz von Golgatha (Golgotha)
- 1935: Die Liebesgasse von Marokko (La Bandéra)
- 1935: Jérôme Perreau
- 1936: Jenny
- 1936: Hélène
- 1936: Nachtasyl (Les Bas-fonds)
- 1937: La citadelle du silence
- 1937: Das Mädchen und der Scherenschleifer (Régain)
- 1938: Sturm über Asien (Tempête sur l’asie)
- 1938: Hafen im Nebel (Le quai des brumes)
- 1938: Das Geheimnis von St. Agil (Les Disparues de Saint-Agil)
- 1938: Louise
- 1938: Ernest le rebelle
- 1939: La charrette fantôme
- 1939: Das verbotene Paradies (Paradis perdu)
- 1939/45: Bifur 3
- 1940: Untel père et fils
- 1941: Mord am Weihnachtsabend (L’assassinat du père Noël)
- 1941: Romance de Paris
- 1941: Andorra
- 1942: Vie privée
- 1942: La grande marnière
- 1943: Eine fatale Familie (Goupi Mains Rouges)
- 1943: L’homme qui vendit son âme
- 1943: La collection Ménard
- 1950: El correo del rey
- 1950: Ley del mar
- 1951: La orquidea
- 1952: Rio turbio

## Dokumentarfilme über Robert Le Vigan
- Robert Le Vigan, la cavale d’un maudit von Bertrand Tessier (Frankreich 2021)[1]